# 短柱树参
短柱树参（学名：Dendropanax brevistylus）为五加科树参属的植物，为中国的特有植物。分布在中国大陆的福建、江西等地，生长于海拔200米至1,000米的地区，见于常绿阔叶林下，目前尚未由人工引种栽培。

## 别名
短柱杞李葠（福建师范学院学报）